# Kedge Business School
KEDGE Business School est une école de commerce française créée à la suite de la fusion de Bordeaux école de management (ex-ESC Bordeaux) et d'Euromed Management (ex-ESC Marseille) en 2013.
Elle est présente sur quatre campus en France (Paris, Bordeaux, Marseille et Toulon), deux en Chine (Shanghai et Suzhou), deux en Afrique (Dakar, Abidjan) et trois campus associés (Avignon, Bastia, Bayonne). L'établissement propose plusieurs types de formations allant de Bac + 3 à Bac +5/6 dans le domaine du management.

## Histoire

### 1870: création des écoles de commerce de Marseille et de Bordeaux
L’école supérieure de commerce de Marseille est créée en 1872, l’école supérieure de commerce de Bordeaux est créée un an plus tard, en 1873.
Au début des années 2000, les deux écoles de commerce publiques consulaires évoluent pour devenir respectivement Euromed Marseille école de management (en 2003) et Bordeaux École de Management (en 2000).

### 2010: privatisation
Le 1er janvier 2010, Euromed Management, jusqu’alors école publique consulaire de la Chambre de commerce et d'industrie Aix Marseille-Provence, passe au statut « association » et prend donc son autonomie. Bordeaux École de Management était une école publique consulaire gérée et financée par la Chambre de commerce et d'industrie de Bordeaux.

### 2013: création de KEDGE Business School
En 2013, les chambres de commerce et d'industrie de Bordeaux et de Marseille fusionnent leurs deux écoles pour créer KEDGE Business School à la rentrée 2013. Ce regroupement fait partie d’une vague d’opérations similaires en France (Skema Business School créée en 2009, France Business School créée en 2012 et Neoma Business School créée en 2013)pour des raisons économiques et stratégiques. En effet, les écoles de commerce françaises font dorénavant face à une concurrence internationale et le volume d'étudiants augmente. Les élèves se font dorénavant appeler les "Kedgeurs".
Il était initialement prévu d'intégrer l'ESC Pau dans la fusion, ce qui ne s'est pas fait notamment à cause de différences dans les accréditations internationales.

## Classements
| Classement - Master en management (Programme « Grande École ») | 2025 | 2024 | 2023 | 2022 | 2021 | 2020 | 2019 |
| -------------------------------------------------------------- | ---- | ---- | ---- | ---- | ---- | ---- | ---- |
| Le Parisien - Palmarès des écoles de commerce                  | 10e  | 10e  | 8e   | 9e   |      | 10e  | 8e   |
| Le Point - Palmarès Master des écoles de commerce              | 10e  | 9e   | 8e   | 12e  |      | 9e   | 8e   |
| Challenges - Classement des écoles de commerce post-prépa      | 10e  | 10e  | 9e   | 8e   |      |      |      |
| Le Figaro Étudiant - Classement des écoles de commerce         | 10e  | 8e   | 8e   | 8e   |      |      |      |
| L'Etudiant - Classement des écoles de commerce                 | 13e  | 11e  | 11e  | 10e  | 10e  | 10e  | 11e  |
| Classement SIGEM                                               |      | 10e  | 10e  | 10e  | 10e  | 11e  | 11e  |
| L'Express - Classement général des écoles de commerce          |      |      |      |      | 10e  |      |      |

## Campus
L’école a plusieurs sites à Bordeaux (à proximité du Domaine universitaire de Talence Pessac Gradignan), à Marseille (campus de Luminy), ainsi qu’à Toulon, Avignon, Bayonne, Bastia, Paris, Suzhou et Shanghai (en Chine), Dakar (Sénégal) et Abidjan (Côte d'Ivoire).
L'incubateur d'entreprises KEDGE Accelerator , créé en 2017 avec l'appui de la Fondation Daniel et Nina Carasso (fondation nommée ainsi en la mémoire du fondateur de Danone, ancien diplômé de l'école en 1927), est un espace de 500 m2 situé sur le campus de Marseille.

## Controverses
En 2018, le projet d'extension du campus de Luminy suscite la controverse, en prévoyant la destruction de plusieurs centaines d'arbres en zone classée Aire d'adhésion du massif du parc national des calanques, cela sans étude d'impact préalable. Ce sont près de 300 pins d'Alep dont plusieurs centenaires qui sont menacés.
L'architecte des bâtiments de France a par ailleurs rendu un avis défavorable à l'encontre du projet.
En réponse à cette controverse, la direction de KEDGE Business School invoque un label de bronze Bâtiment durable méditerranéen (bâtiments moins consommateurs d'énergie, la plantation de 292 chênes verts, « plus résistants aux incendies et favorisant la biodiversité», et la desserte du campus par un bus rapide.
En 2022, la chambre de commerce réclame 590 000 € à l'école, qui n'avait pas payé sa taxe foncière depuis 10 ans.

## Partenariats et double diplômes
En 2019, KEDGE Business School signe une convention avec Sciences Po Aix pour permettre aux étudiants des deux écoles d'effectuer un double diplôme pendant leur dernière année de formation,,.
En 2024, KEDGE Business School renforce sa présence aux Etats-Unis et vient de signer un partenariat avec deux grandes universités du pays, Berkeley et UCLA. Ces deux opportunités seront proposées dès septembre 2025 aux étudiants qui seront diplômés du PGE de KEDGE et obtiendront un certificat de haut niveau délivré par les universités américaines.
En 2025, KEDGE Business School et Science Po Bordeaux ont signé un partenariat autour du secteur spatial. Soutenu par la région Nouvelle-Aquitaine, cet accord marque la naissance d’un enseignement conjoint entre les deux écoles.

## Anciens élèves
L'association des anciens élèves KEDGE Alumni regroupe environ 70 000 diplômés répartis à travers le monde dans une centaine d'antennes locales.
- Mohamed Berrada : économiste et homme politique marocain (ancien ambassadeur du Maroc en France et ancien ministre de l'Economie et des Finances du Maroc).
- Jean-Philippe Biojout : artiste lyrique, écrivain et éditeur français.
- Daniel Carasso : fils du fondateur de Danone[21], décédé en 2009
- Sophie Cluzel : femme politique française, ex-secrétaire d'État chargée des Personnes handicapées[22] dans le gouvernement d'Édouard Philippe
- Zéphirin Diabré: universitaire, homme d'affaires et homme politique burkinabé (ancien ministre de l'Industrie, du Commerce et des Mines et ministre de l'Économie, des Finances et du Plan du Burkina-Fasso)[23]
- Hélène Darroze : cheffe cuisinière[24]
- Gilbert Garcin : photographe français
- Leila Ghandi : reporter, journaliste d'opinion, animatrice de télévision, productrice, réalisatrice et photographe franco-marocaine[25]
- Denis Gargaud Chanut : céiste français (champion olympique, champion du monde, champion d'Europe, champion de France)[26]
- André Guibaut : explorateur, résistant, écrivain et diplomate français[27]
- Ayodelé Ikuesan-Oudart : athlète française, spécialiste du sprint (vice-championne du monde, vice-championne d'Europe)[28]
- Nicolas Holveck : dirigeant de football français, ex-président du club de football du Stade rennais FC[29]
- Jérôme Jarre : influenceur et entrepreneur français[30]
- François Jolivet : homme politique français (député de la première circonscription de l'Indre)[31]
- Gustave Kervern : réalisateur, scénariste et comédien français[32]
- Xavier Lemaître : comédien français[33]
- Cédric Le Gallo : réalisateur, scénariste et comédien français[34]
- Maurice Martin : poète et journaliste français
- Patrick Menucci : homme politique français (ex-député, ex-maire du 1er secteur de Marseille)[35]
- Marie-Claire Kakpotia Moraldo, militant contre les mutilations génitales féminines[36]
- Cyrus North : réalisateur, vidéaste, auteur et comédien français[37]
- Sophie Panonacle : femme politique française (députée de la huitième circonscription de la Gironde).
- Éric Pichet : économiste[38], professeur à KEDGE Business School
- Xavier Rolet : banquier, directeur général de la Bourse de Londres de mars 2009 à novembre 2017 et nommé dans la liste des 100 meilleurs CEO mondiale de la Harvard Business Review en 2017[39],[40]
- Rafik Smati : entrepreneur français engagé en politique [41],[42]
- Martine Vassal : femme politique française (présidente du conseil départemental des Bouches du Rhône, présidente de la métropole Aix-Marseille Provence.)[43]
- Jean-Georges Villepontoux : banquier français, décédé en 1963
- Georges Klenklé : entrepreneur et dirigeant d'entreprise français, président de KEDGE Alumni

## Documents
- Alexandra Couston-Gautier, « La compétition public-privé comme déterminant de la performance : le cas des organisations universitaires et des écoles supérieures de commerce et de gestion », Aix-Marseille, 15 novembre 2016 (consulté le 1er mai 2022)« Académie CMA-CGM, La Plateforme, Kedge : quand le privé concurrence l'université », sur Marsactu, 20 avril 2022 (consulté le 1er mai 2022)